# Teupin Peuraho (Arongan Lambalek)
Teupin Peuraho is een bestuurslaag in het regentschap Aceh Barat van de provincie Atjeh, Indonesië. Teupin Peuraho telt 714 inwoners (volkstelling 2010).